# Nousty
Nousty est une commune française située dans le département des Pyrénées-Atlantiques, en région Nouvelle-Aquitaine.
Le gentilé est Noustysien.

## Géographie

### Localisation
La commune de Nousty se trouve dans le département des Pyrénées-Atlantiques, en région Nouvelle-Aquitaine.
Elle se situe à 15 km par la route de Pau, préfecture du département, et à 14 km de Pontacq, bureau centralisateur du canton des Vallées de l'Ousse et du Lagoin dont dépend la commune depuis 2015 pour les élections départementales.
La commune fait en outre partie du bassin de vie de Pau.
Les communes les plus proches sont : 
Soumoulou (1,7 km), Gomer (2,6 km), Limendous (2,6 km), Artigueloutan (3,0 km), Lucgarier (3,8 km), Andoins (4,4 km), Espoey (4,5 km), Lourenties (4,7 km).
Sur le plan historique et culturel, Nousty fait partie de la province du Béarn, qui fut également un État et qui présente une unité historique et culturelle à laquelle s’oppose une diversité frappante de paysages au relief tourmenté.

### Communes limitrophes
Les communes limitrophes sont Andoins, Angaïs, Artigueloutan, Boeil-Bezing, Limendous et Soumoulou.
|               | Andoins      | Limendous |
| Artigueloutan | Nousty       | Soumoulou |
| Angaïs        | Boeil-Bezing |           |

### Hydrographie

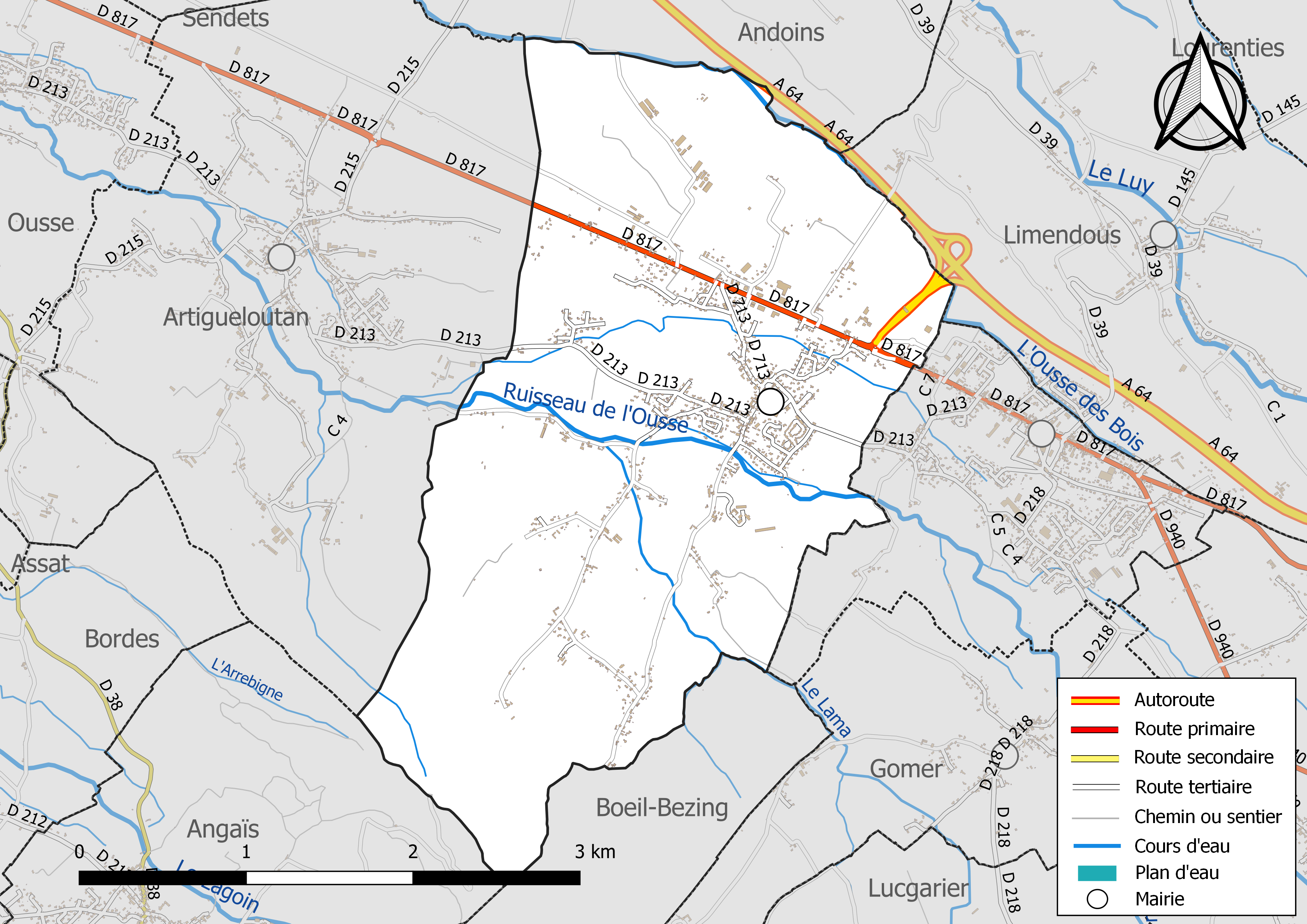
Réseaux hydrographique et routier de Nousty.

La commune est drainée par l'Ousse des Bois, le ruisseau de l'Ousse, le Lama, un bras de l'Ousse, et par divers petits cours d'eau, constituant un réseau hydrographique de 10 km de longueur totale,.
L'Ousse des Bois, d'une longueur totale de 32,3 km, prend sa source dans la commune de Limendous et s'écoule d'est en ouest. Il traverse la commune et se jette dans le gave de Pau à Denguin, après avoir traversé 13 communes.
Le Ousse, d'une longueur totale de 42,4 km, prend sa source dans la commune de Bartrès et s'écoule du sud-est vers le nord-ouest. Il traverse la commune et se jette dans le gave de Pau à Gelos, après avoir traversé 19 communes.

### Climat
Pour des articles plus généraux, voir Climat de la Nouvelle-Aquitaine et Climat des Pyrénées-Atlantiques.
Historiquement, la commune est exposée à un climat de montagne.  
En 2020, Météo-France publie une typologie des climats de la France métropolitaine dans laquelle la commune est toujours exposée à un climat de montagne et est dans la région climatique Pyrénées atlantiques, caractérisée par une pluviométrie élevée (>1 200 mm/an) en toutes saisons, des hivers très doux (7,5 °C en plaine) et des vents faibles.
Pour la période 1971-2000, la température annuelle moyenne est de 12,8 °C, avec une amplitude thermique annuelle de 14,5 °C. Le cumul annuel moyen de précipitations est de 1 192 mm, avec 11 jours de précipitations en janvier et 8,3 jours en juillet. Pour la période 1991-2020, la température moyenne annuelle observée sur la station météorologique la plus proche, située sur la commune de Bénéjacq à 8 km à vol d'oiseau, est de 13,4 °C et le cumul annuel moyen de précipitations est de 1 244,1 mm,. Pour l'avenir, les paramètres climatiques de la commune estimés pour 2050 selon différents scénarios d’émission de gaz à effet de serre sont consultables sur un site dédié publié par Météo-France en novembre 2022.

### Milieux naturels et biodiversité

#### Réseau Natura 2000
Le réseau Natura 2000 est un réseau écologique européen de sites naturels d'intérêt écologique élaboré à partir des Directives « Habitats » et « Oiseaux », constitué de zones spéciales de conservation (ZSC) et de zones de protection spéciale (ZPS).
Un site Natura 2000 a été défini sur la commune au titre de la « directive Habitats » : le « gave de Pau », d'une superficie de 8 194 ha, un vaste réseau hydrographique avec un système de saligues encore vivace,.

#### Zones naturelles d'intérêt écologique, faunistique et floristique
L’inventaire des zones naturelles d'intérêt écologique, faunistique et floristique (ZNIEFF) a pour objectif de réaliser une couverture des zones les plus intéressantes sur le plan écologique, essentiellement dans la perspective d’améliorer la connaissance du patrimoine naturel national et de fournir aux différents décideurs un outil d’aide à la prise en compte de l’environnement dans l’aménagement du territoire.
Une ZNIEFF de type 2 est recensée sur la commune, : 
les « bois de Benejacq, bordères, Boeil et bordes » (2 158 ha), couvrant 13 communes du département.

## Urbanisme

### Typologie
Au 1er janvier 2024, Nousty est catégorisée commune rurale à habitat dispersé, selon la nouvelle grille communale de densité à sept niveaux définie par l'Insee en 2022.
Elle appartient à l'unité urbaine de Soumoulou, une agglomération intra-départementale regroupant quatre  communes, dont elle est ville-centre,,. Par ailleurs la commune fait partie de l'aire d'attraction de Pau, dont elle est une commune de la couronne,. Cette aire, qui regroupe 227 communes, est catégorisée dans les aires de 200 000 à moins de 700 000 habitants,.

### Occupation des sols

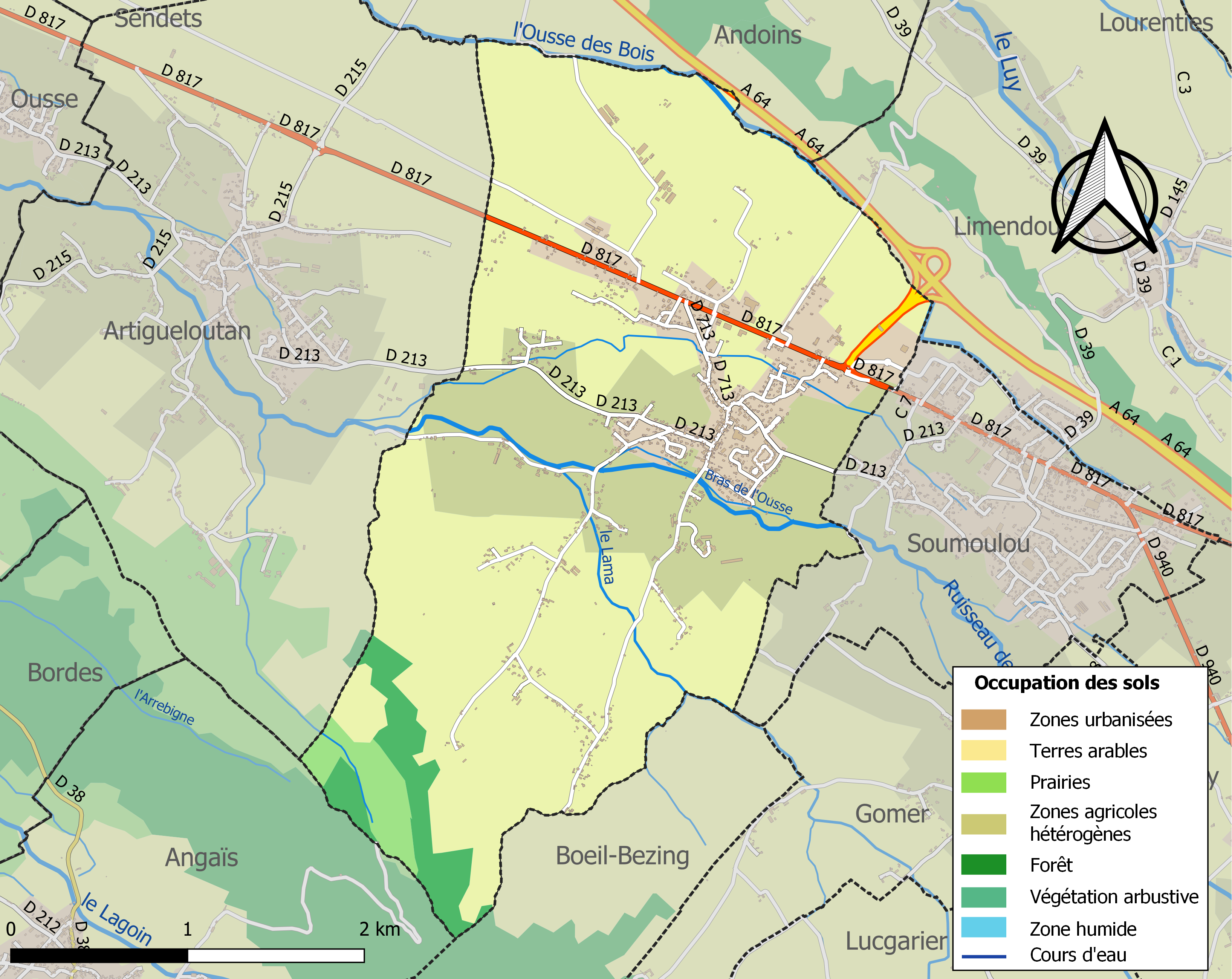
Carte des infrastructures et de l'occupation des sols de la commune en 2018 (CLC).

L'occupation des sols de la commune, telle qu'elle ressort de la base de données européenne d’occupation biophysique des sols Corine Land Cover (CLC), est marquée par l'importance des territoires agricoles (85,6 % en 2018), en diminution par rapport à 1990 (92,5 %). La répartition détaillée en 2018 est la suivante : 
terres arables (62,3 %), zones agricoles hétérogènes (21,2 %), zones urbanisées (10,5 %), forêts (3,8 %), prairies (2,2 %). L'évolution de l’occupation des sols de la commune et de ses infrastructures peut être observée sur les différentes représentations cartographiques du territoire : la carte de Cassini (XVIIIe siècle), la carte d'état-major (1820-1866) et les cartes ou photos aériennes de l'IGN pour la période actuelle (1950 à aujourd'hui).

### Voies de communication et transports
La commune est desservie par la route départementale 817 (anciennement route nationale 117), reliant Toulouse à Bayonne.

### Risques majeurs
Le territoire de la commune de Nousty est vulnérable à différents aléas naturels : météorologiques (tempête, orage, neige, grand froid, canicule ou sécheresse), inondations et séisme (sismicité moyenne). Il est également exposé à un risque technologique,  le transport de matières dangereuses. Un site publié par le BRGM permet d'évaluer simplement et rapidement les risques d'un bien localisé soit par son adresse soit par le numéro de sa parcelle.

#### Risques naturels
Certaines parties du territoire communal sont susceptibles d’être affectées par le risque d’inondation par une crue torrentielle ou à montée rapide de cours d'eau, notamment le ruisseau de l'Ousse et l'Ousse des Bois. La commune a été reconnue en état de catastrophe naturelle au titre des dommages causés par les inondations et coulées de boue survenues en 1982, 2007, 2008, 2009 et 2014 et au titre des inondations par remontée de nappe en 2013,.

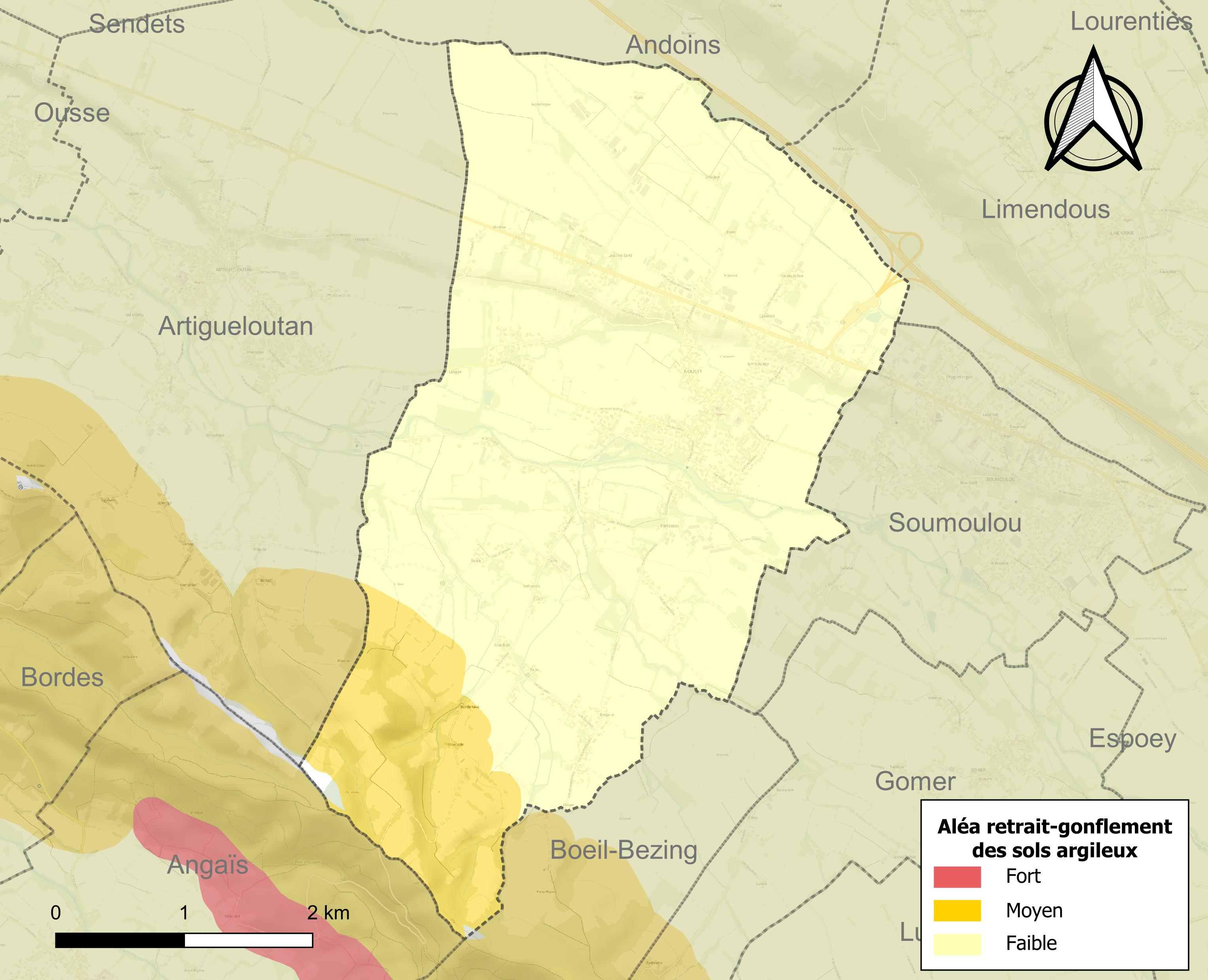
Carte des zones d'aléa retrait-gonflement des sols argileux de Nousty.

Le retrait-gonflement des sols argileux est susceptible d'engendrer des dommages importants aux bâtiments en cas d’alternance de périodes de sécheresse et de pluie. 13,5 % de la superficie communale est en aléa moyen ou fort (59 % au niveau départemental et 48,5 % au niveau national). Depuis le 1er octobre 2020, en application de la loi ELAN, différentes contraintes s'imposent aux vendeurs, maîtres d'ouvrages ou constructeurs de biens situés dans une zone classée en aléa moyen ou fort,.

## Toponymie
Le toponyme Nousty apparaît sous les formes 
Nosti (XIIIe siècle, cartulaire de Morlaàs), Nostii (1402, censier de Béarn), Nostin (1675, terrier de Pau) Noustin (1684, réformation de Béarn).
Son nom béarnais est Nostin ou Noustî.

## Histoire
Paul Raymond note que la commune comptait une abbaye laïque, vassale de la vicomté de Béarn. En 1385, Nousty comptait trente-et-un feux et dépendait du bailliage de Pau.

## Politique et administration
| Période | Période  | Identité              | Étiquette | Qualité |
| ------- | -------- | --------------------- | --------- | ------- |
| 1953    | 1971     | Marcel Vignau Loustau |           |         |
| 1971    | 1984     | Jean Sarthou          |           |         |
| 1984    | 1995     | Anselme Bernadets     |           |         |
| 1995    | 2014     | Alain Nouguez         |           |         |
| 2014    | En cours | Claude Borde-Baylacq  | DVD       | Cadre   |

### Intercommunalité
Nousty fait partie de cinq structures intercommunales :
- la communauté de communes du Nord-Est Béarn ;
- le syndicat d'aménagement hydraulique du bassin de l'Ousse ;
- le syndicat d’énergie des Pyrénées-Atlantiques ;
- le syndicat intercommunal pour la construction et le fonctionnement du collège de Bizanos ;
- le syndicat mixte d’eau et d’assainissement de la vallée de l’Ousse.

Elle est incluse dans l'unité urbaine de Soumoulou.

## Population et société

### Démographie
L'évolution du nombre d'habitants est connue à travers les recensements de la population effectués dans la commune depuis 1793. Pour les communes de moins de 10 000 habitants, une enquête de recensement portant sur toute la population est réalisée tous les cinq ans, les populations de référence des années intermédiaires étant quant à elles estimées par interpolation ou extrapolation. Pour la commune, le premier recensement exhaustif entrant dans le cadre du nouveau dispositif a été réalisé en 2004.

En 2022, la commune comptait 1 591 habitants, en évolution de −1,49 % par rapport à 2016 (Pyrénées-Atlantiques : +3,78 %, France hors Mayotte : +2,11 %).
| 1793 | 1800 | 1806 | 1821 | 1831 | 1836 | 1841 | 1846 | 1851 |
| ---- | ---- | ---- | ---- | ---- | ---- | ---- | ---- | ---- |
| 553  | 503  | 574  | 727  | 762  | 794  | 833  | 869  | 767  |

| 1856 | 1861 | 1866 | 1872 | 1876 | 1881 | 1886 | 1891 | 1896 |
| ---- | ---- | ---- | ---- | ---- | ---- | ---- | ---- | ---- |
| 788  | 773  | 734  | 752  | 738  | 733  | 750  | 674  | 604  |

| 1901 | 1906 | 1911 | 1921 | 1926 | 1931 | 1936 | 1946 | 1954 |
| ---- | ---- | ---- | ---- | ---- | ---- | ---- | ---- | ---- |
| 612  | 635  | 570  | 503  | 501  | 506  | 463  | 421  | 453  |

| 1962 | 1968 | 1975 | 1982 | 1990 | 1999 | 2004 | 2006  | 2009  |
| ---- | ---- | ---- | ---- | ---- | ---- | ---- | ----- | ----- |
| 507  | 539  | 578  | 610  | 672  | 736  | 967  | 1 078 | 1 441 |

| 2014  | 2019  | 2022  | - | - | - | - | - | - |
| ----- | ----- | ----- | - | - | - | - | - | - |
| 1 607 | 1 597 | 1 591 | - | - | - | - | - | - |

Nousty fait partie de l'aire d'attraction de Pau.

## Économie
La commune fait partiellement partie de la zone d'appellation de l'ossau-iraty.

## Culture locale et patrimoine

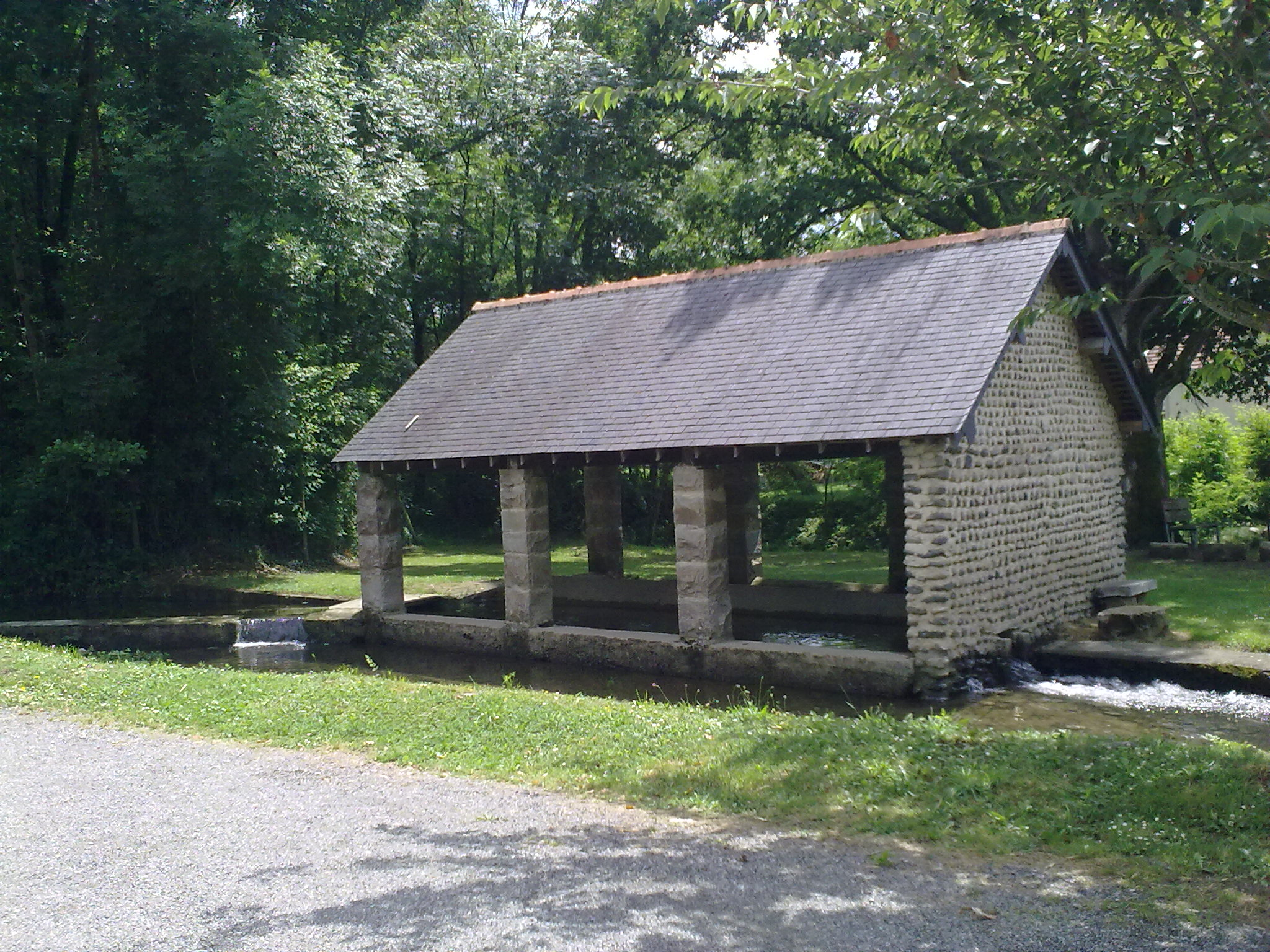
Nousty, un lavoir.

### Patrimoine religieux
L'église Saint-Julien-de-Lescar agrandie en 1847 par l'architecte Léon Roussille (datation et attribution par source) est totalement reconstruite  de 1848 à 1849 par l'entrepreneur Jean Latapie-Pascalot. Le mobilier est mis en place entre 1851 (autels par le marbrier Aimé Géruzet de Bagnères) et 1855 (chaire par le sculpteur palois Piquenot). La nef est composée de quatre travées à arcades en arc segmentaire sur colonnes toscanes.

## Équipements
Éducation
Nousty dispose d'une école primaire et d'une école maternelle.
Sports et équipements sportifs
L'équipe de handball locale Pau Nousty Sports évoluait en 1999 en N1 (troisième échelon national). En 2004 elle fait partie des clubs de N2. Après être remonté en N1, le club est sacré champion de France de N1 en 2014, mais n’accédera pas à la Deuxième Division pour causes financières.
La devise du club est : Plus est en nous.

## Personnalités liées à la commune
- Camille (chanteur du groupe Ryon)